# محمد تراوري
محمد تراوري (بالفرنسية: Mohamed Traoré)‏ (مواليد 18 نوفمبر 1988) هو لاعب كرة قدم مالي يلعب حاليًا لصالح نادي نادي الأخضر.

## روابط خارجية
- محمد تراوري على موقع قاعدة بيانات كرة القدم.إي يو (الإنجليزية)
- محمد تراوري على موقع ناشيونال فوتبول تيمز (الإنجليزية)
- محمد تراوري على موقع Soccerway.com (الإنجليزية)